# 今津灯台

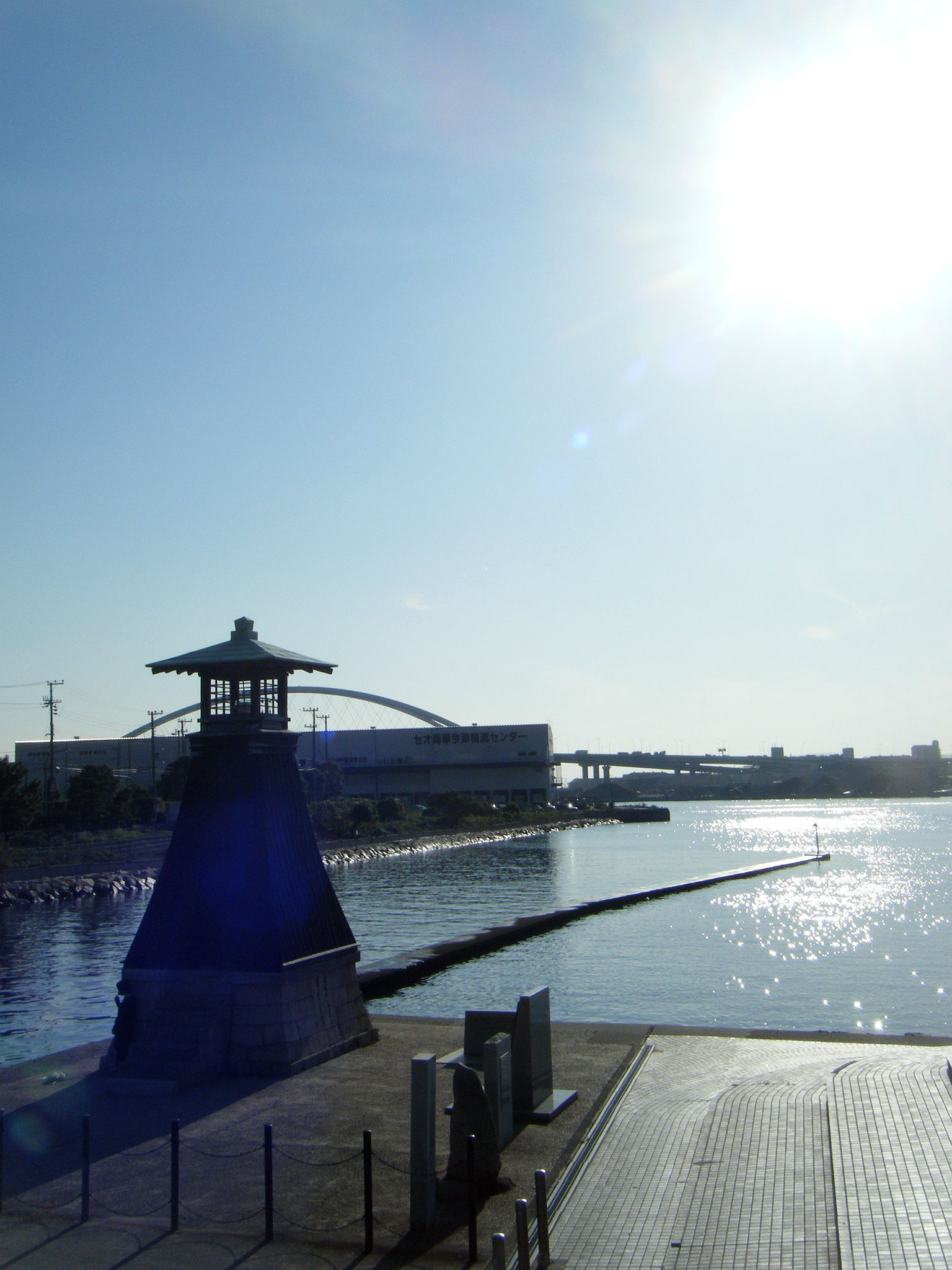
今津港より沖合を望む

今津灯台（いまづとうだい）は、兵庫県西宮市に所在する民営（酒造会社の大関株式会社が運営）の灯台。正式名称は大関酒造今津灯台である（灯台表第1巻3632）。現役の航路標識として使われている灯台としては日本最古のものである。西宮市指定文化財。

## 概要
現存する灯台は1858年（安政5年）に再建されたもの。高さ6m余り（基礎を含むと約6.7m）の木造袴腰付灯籠形・銅板葺屋根で、竜山石の基壇上に建てられている。
灯火部分には格子が組まれているが、これは当初点灯に油皿を使用し、風雨を防ぐために油障子が貼られていた名残である。
台石に刻まれた「象頭山常夜燈」の文字は、海上交通の守り神・金刀比羅宮に奉納された灯明台を意味している。地元の人々からは「灯篭」の愛称で親しまれた。

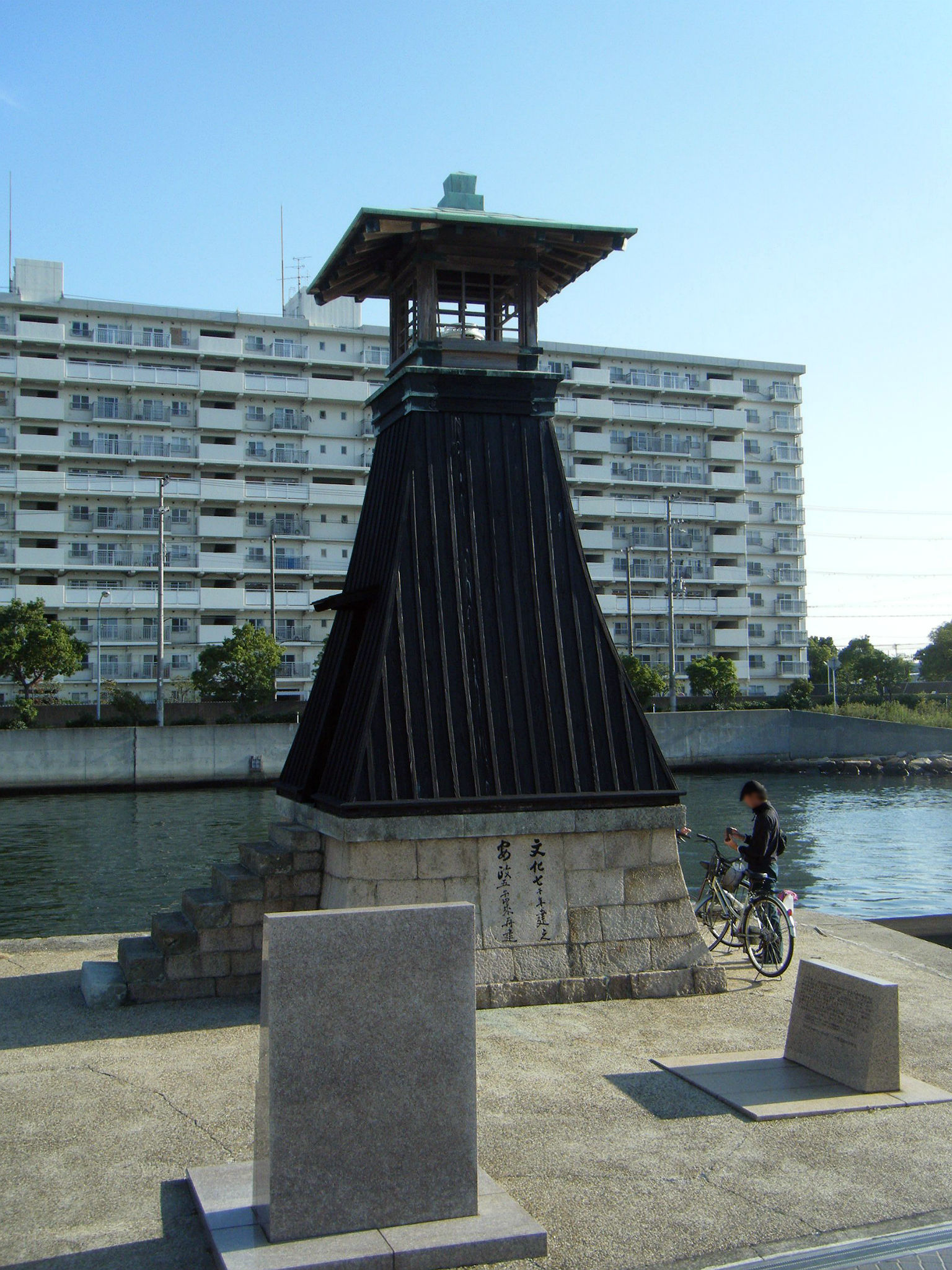
西側・近景
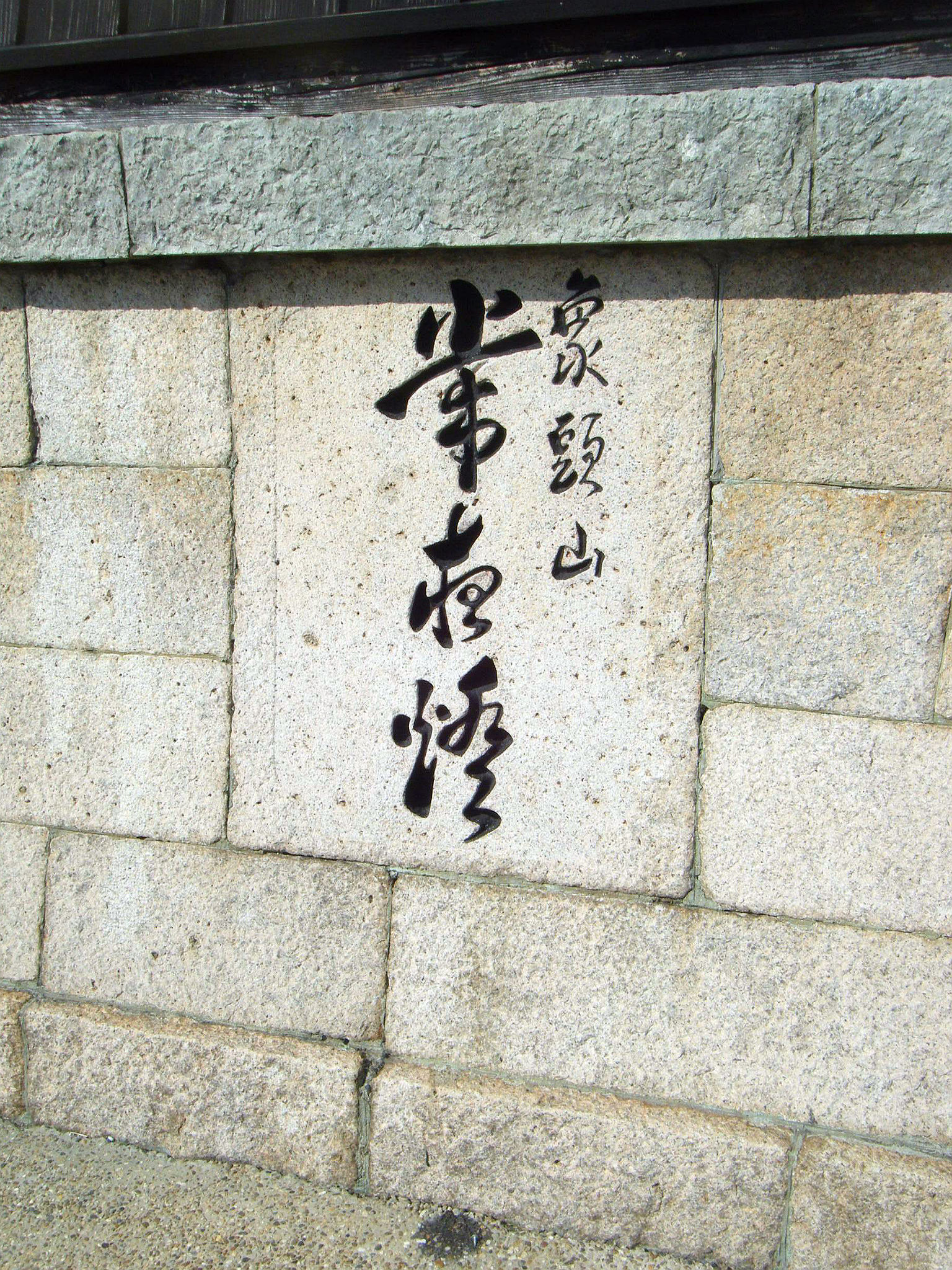
基壇海側に刻まれた「象頭山常夜燈」

## 沿革
今津郷の酒造家であった長部家の五代目長兵衛によって1810年（文化7年）に設置され、樽廻船による日本酒をはじめとして、木綿、干鰯といった荷を積んで今津港を出入りする船の安全を守っていた。現存する灯台は1858年（安政5年）に長部家六代目の文次郎が再建したものである。
かつては毎晩大関の丁稚が油2合を携えて点灯に向かっていたが、大正時代には電灯となり、その後は周辺の明るさに応じて自動点火するようになっている。
1968年（昭和43年）には航路標識として許可を受け、今津港が産業港からレジャーの場となった現代に至るまで灯台として現役であり続けている。

### 移設
2016年（平成28年）3月、灯台の沖合において、兵庫県が策定した「津波防災インフラ整備計画」による「新川・東川統合水門」の建設工事が着工。それに伴い、大関が灯台として継続使用するための移設を検討し（南側沖合付近などが候補地として挙げられていた）、県が調整を行った。その結果、約160メートル南西に位置する西宮市今津真砂町の対岸に移されることになった。
2023年（令和5年）9月1日、台船でまず南西約160mにある対岸の仮置き場へ上部の木造部分が移設された。その後、基壇（底面約3.5メートル四方、高さ約1.6メートル）を構成する91個の石に番号を振って移設先に石積みが再現された。さらに灯台の木造部を基壇に固定する4本の石柱（長さ約2.5メートル）も3Dスキャナーにより同じように配置された。そして、12月19日に灯台（木造部）が再設置された。再点灯の時期は2024年（令和6年）2月初旬の見込みだったが、基壇解体時に想定外の基礎が見つかったため、2024年3月末から4月上旬となる見通しとなった。
2024年4月6日、点灯式が行われて再点灯した。対岸への移設となったため、灯質は従来の緑色から左岸を意味する赤色（不動赤光）に変更された。

### 年表
- 1810年（文化7年） - 長部家5代長兵衛により設置[4]。
- 1858年（安政5年） - 6代文次郎によって再建[3][2]。
- 1884年（明治17年）2月21日 - 灯台建設およびこれまでの看守による貢献が認められ、7代文治郎へ藍綬褒章と銀盃が授与される[15]。
- 1965年（昭和40年） - 解体修理[3][2]。
- 1968年（昭和43年）11月1日 - 海上保安庁より大関酒造今津灯台として航路標識の許可を受ける[2]。
- 1974年（昭和49年） - 西宮市の文化財に指定される[3][2]。
- 1984年（昭和59年） - 創建当時の姿に復元（灯火部分の障子格子など）[2]。
- 1990年（平成2年）11月 - 大関酒造が樽廻船をモチーフにした記念碑を建立[2]。
- 2023年（令和5年）8月10日 - 移設工事のため消灯（消灯式を実施）[4]。
- 2024年（令和6年）4月6日 - 点灯式が行われ再点灯[13]

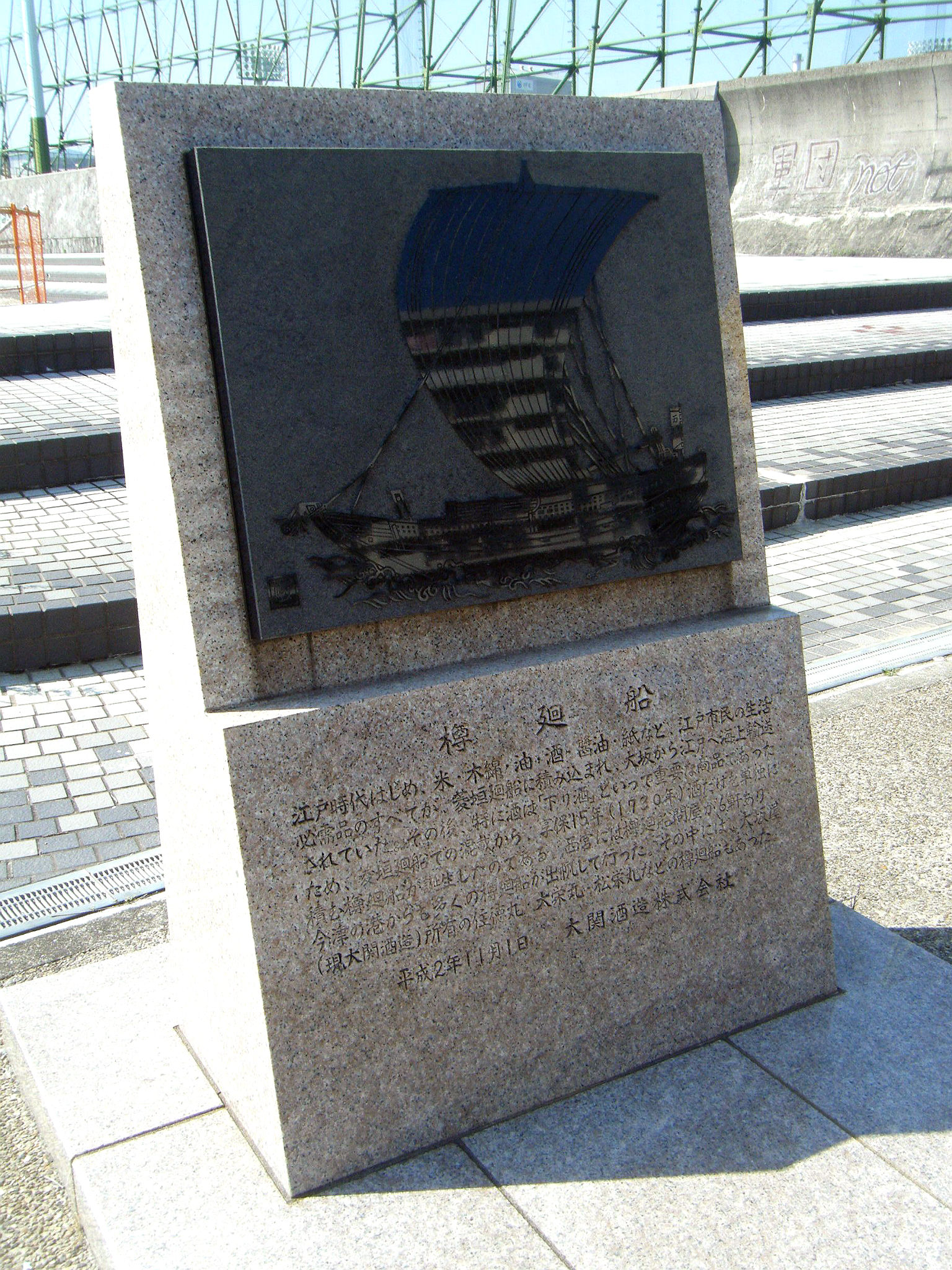
樽廻船が描かれた記念碑（移設前）
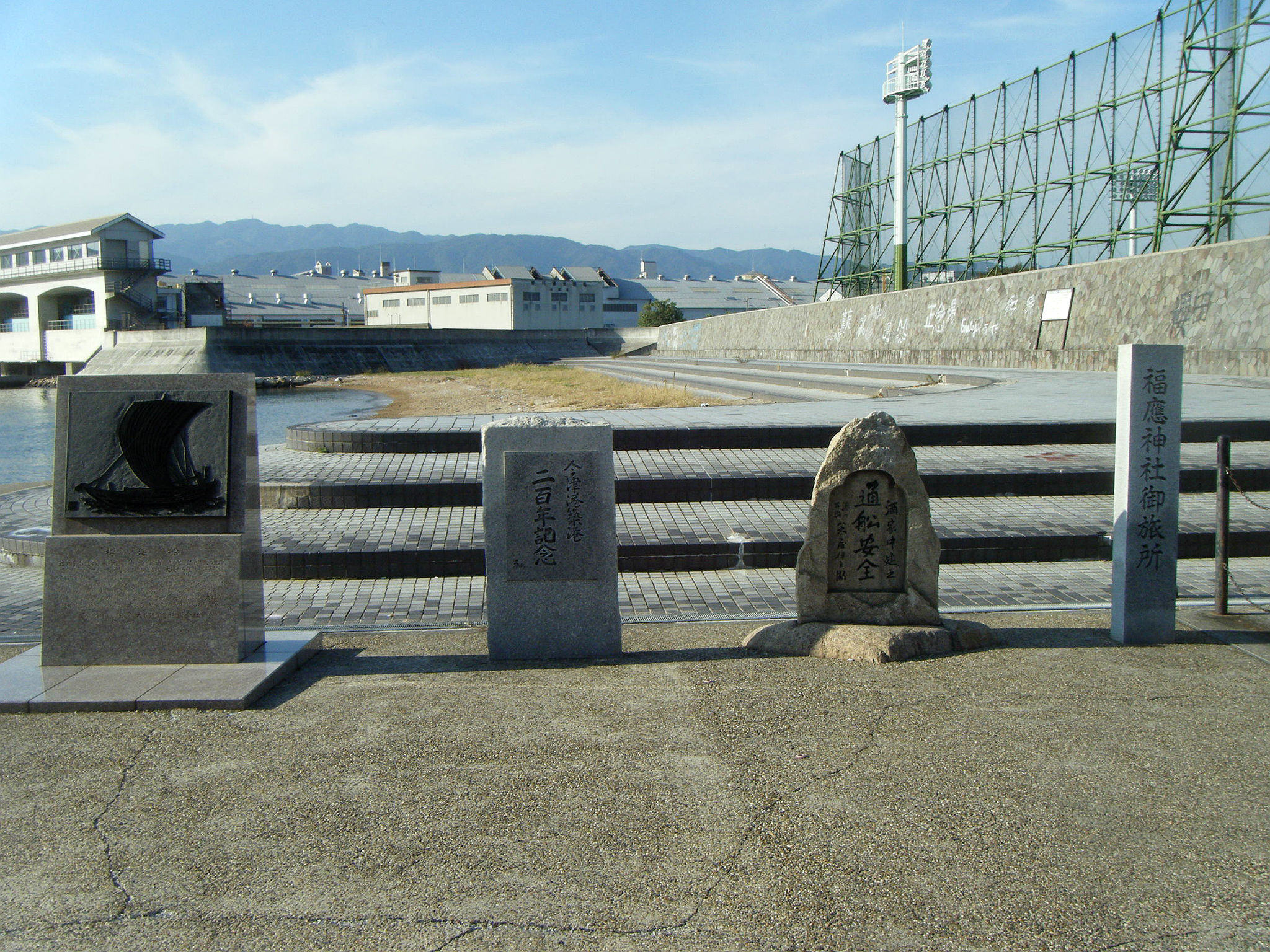
灯台西側に並ぶ石碑（移設前）

## 交通アクセス
灯台や記念碑に近づいての見学は可能だが、前述の工事に伴う仮囲いや資材等により景観が変化しているため、注意が必要である。

### 鉄道
- 阪神久寿川駅下車　南西へ約1.3km

### バス
- 阪神バス「今津港町」バス停下車　南西へ約600m　※阪神甲子園他より運行